# Hjälpmedel för personer med funktionsnedsättning

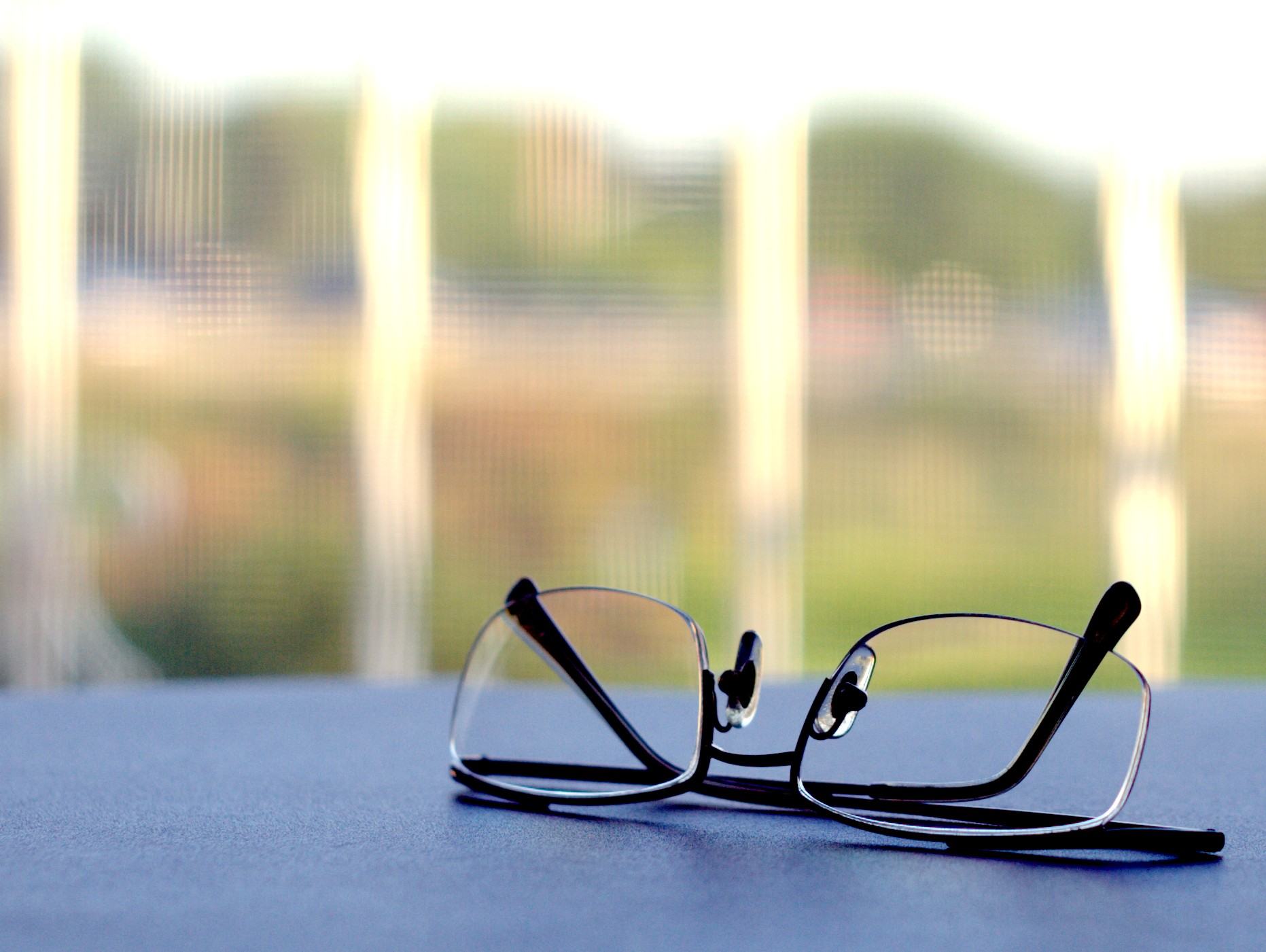
Glasögon är ett hjälpmedel som används av personer med nedsatt synfunktion.

Hjälpmedel för personer med funktionsnedsättning är sådana hjälpmedel som kan ge stöd till och användas av personer med olika typer av funktionsnedsättning eller sjukdomar. Anordningen kan förbättra personens rörlighet eller sinnesförnimmelser, genom att ersätta en förlorad kroppsdel eller komplettera en försämrad kroppsfunktion. Hjälpmedel som opereras fast på en person kallas ofta proteser.

## Historik
Personer med olika funktionsnedsättning använder olika sorters hjälpmedel. Bland de tidigaste hjälpmedlen finns kryckor, träben och hörlurar.
Hjälpmedlen har under 1900-talet utvecklats och blivit fler, inte minst i länder med en medveten välfärdspolitik. Den tekniska utvecklingen har lett till anpassade fordon och hjälpmedel för att stödja syn och hörsel. Under den senare delen av 1900-talet har datorutvecklingen gett möjligheter att exempelvis omvandla text till tal eller tvärtom.

## Olika sorters hjälpmedel

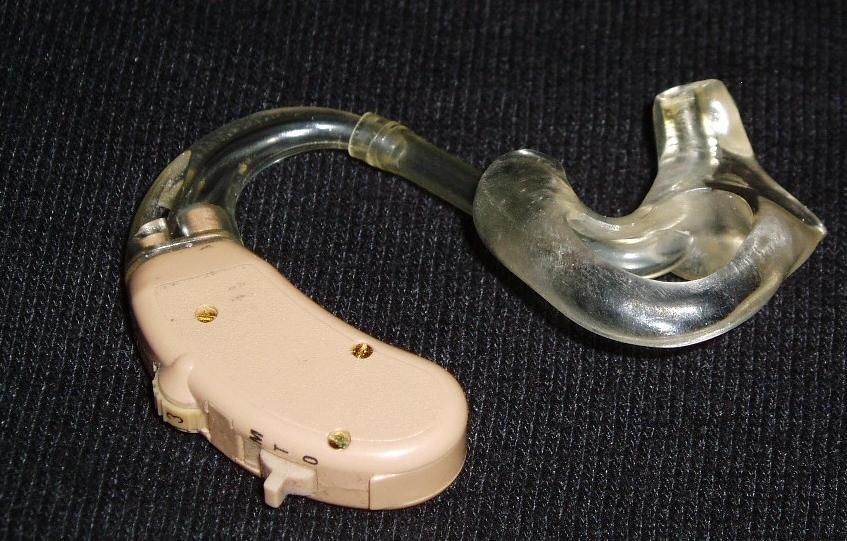
Hörapparat.

### För hörselskadade
- Hörlur – Detta var från början en enkel lur (exempelvis av kohorn) som förstärker ljudet. Under 1900-talet har dessa ersatts av elektriska och elektroniska hörapparater som hängs runt örat och kan ställas in för olika sorters ljudmiljöer eller hörselnedsättning. I dagens svenska används därför begreppet hörlur istället för hörselkåpor med inbyggda högtalare, som samtidigt stänger ute omgivningens ljud.

- Bildtelefoni – Med modern bildtelefoni (exempelvis Skype) kan döva använda sitt eget teckenspråk när de kommunicerar via telefon.[1]

- Blinkande lampor eller vibrerande anordningar ersätter exempelvis ringklockor, för folk som inte kan höra dessa.[1]

- Manuell förmedlingscentral – där döva eller hörselskadade kan skicka ett textmeddelande (datortext) till en hörande mottagare med telefon.[1]Textmeddelandet kan då läsas upp i luren, och mottagaren kan själv svara genom tal som når den hörselskadade mottagaren som text.

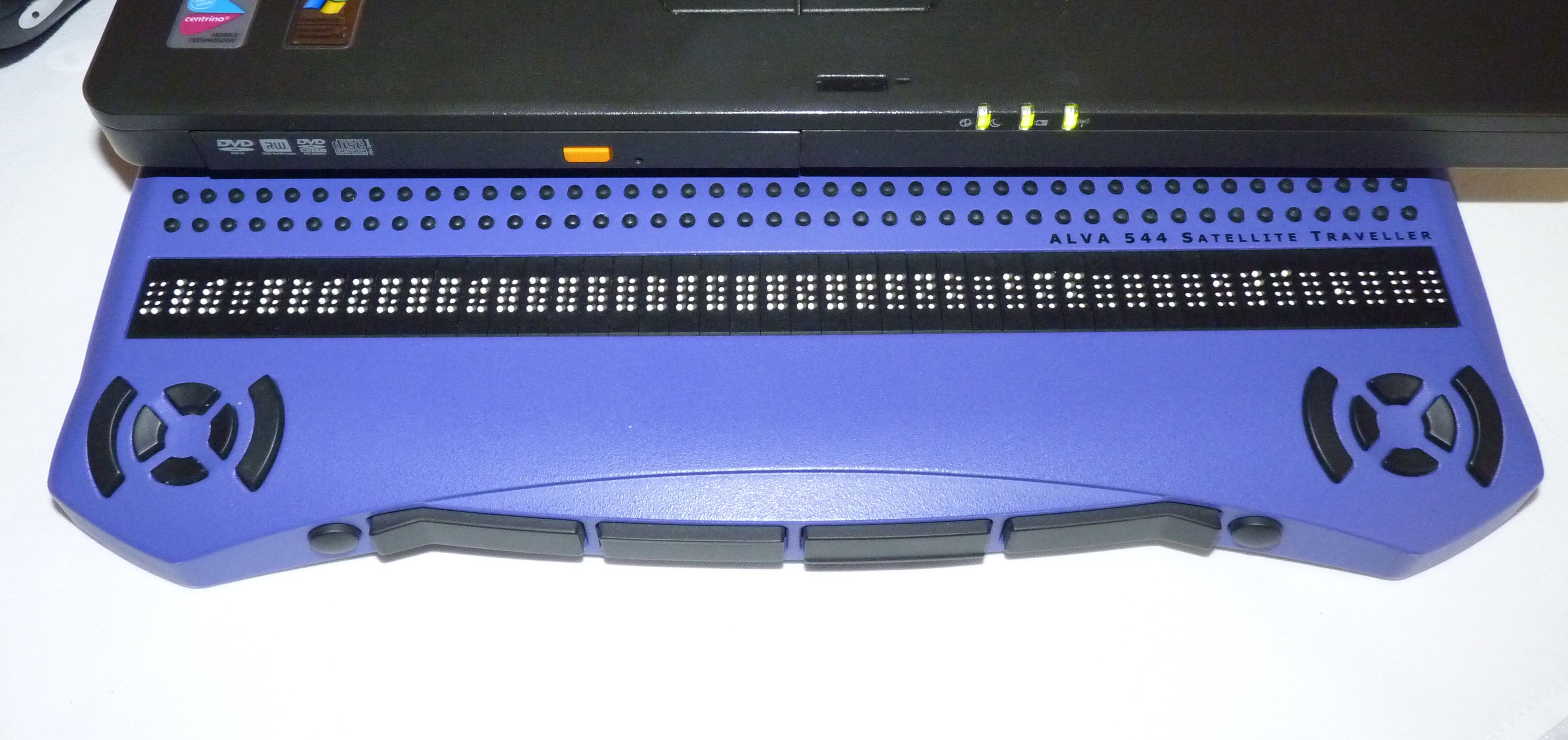
Moderna datorer kan kompletteras med enheter som presenterar datorns innehåll som punktskrift.

### För synskadade
- Punktskrift – ett reliefbaserat alfabet som kan avläsas med hjälp av känseln, exempelvis via fingertoppar. Det utvecklades på 1800-talet av fransmannen Louis Braille och finns i olika nationella varianter. Det här alfabetet används även av dövblinda personer, och datorer har utvecklats där information på skärmen överförs till en punktskriftsdisplay[1].

- Syntetiskt tal kan genereras från en dator som exempelvis kan läsa upp text från en webbsida.[1] Den här tekniken utvecklas också självständigt som ett alternativ sätt att styra eller kommunicera via en dator.

- Talböcker (på kassett, skiva eller i datorn) används både av synskadade och som hjälp för folk med läs- och skrivsvårigheter. De sistnämnda kan också få stöd och träning via datorbaserade rättstavningsprogram.[1]

- Förstoringsglas eller liknande optiska verktyg kan användas för att förtydliga text.[1] Glasögon är ett mycket vanligt hjälpmedel för personer med synnedsättning.

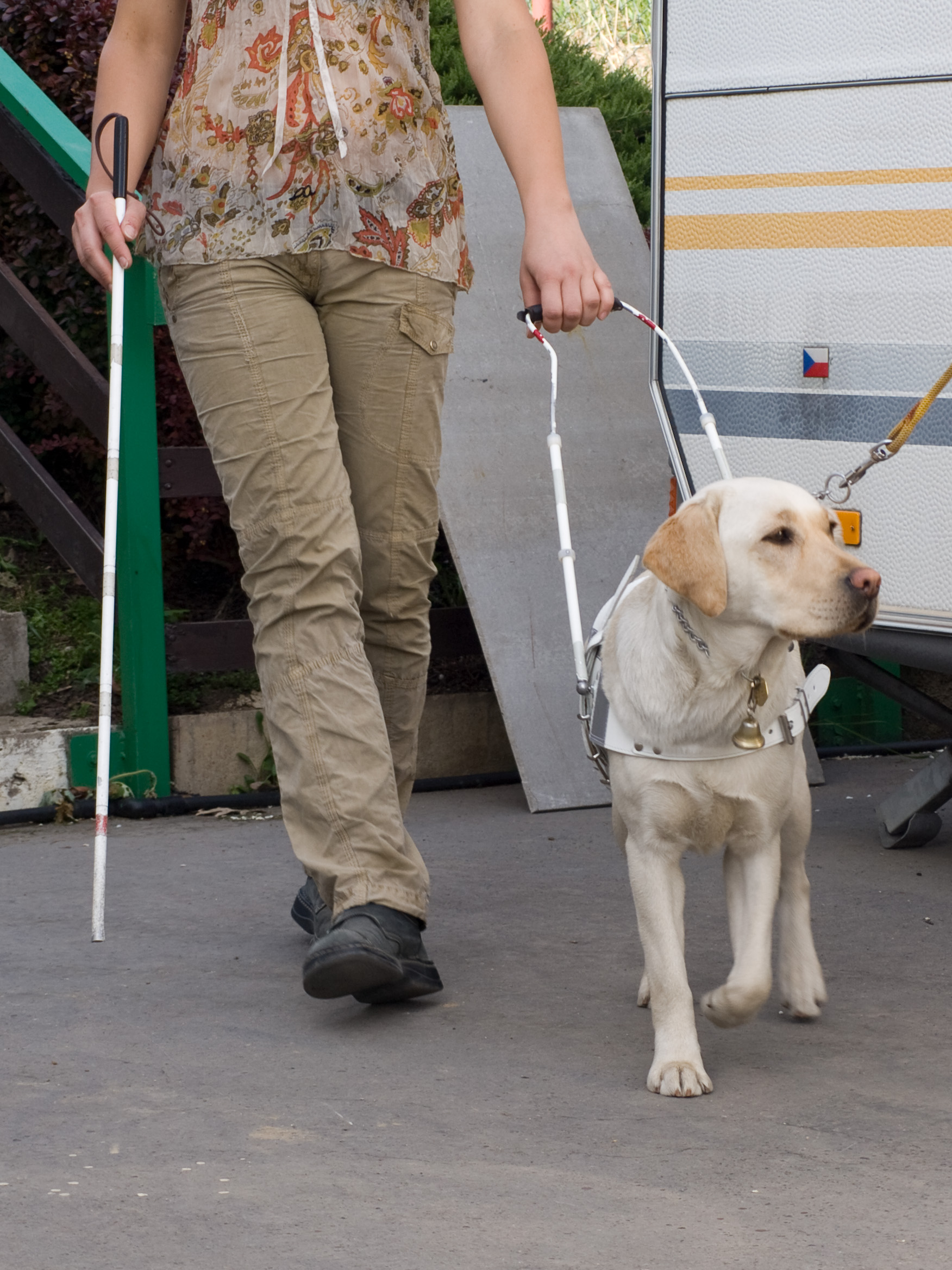
Synskadade kan få ökad rörlighet utomhus med hjälp av vit käpp och ledarhund.

- Vit käpp och /eller ledarhund används av många synskadade för att göra det möjligt för dem att röra sig utomhus.[1]

### För tal- och språkskadade
- Olika sorters utrustning kan förstärka rösten för en tal- eller språkskadad. Med särskilda datorprogram kan en person som lider av afasi träna språkförståelse, och ljud kan skapas digitalt via en dator.[1]

### För hjärnskadade
- För personer med olika sorters hjärnskador finns datorbaserade hjälpmedel som kan fungera som minnesstöd, hjälp eller träningsredskap. Demensskadade personer har nytta av olika larmsystem.[1]

### För rörelsehindrade
- Käppar och kryckor är grundläggande hjälp för rörelsehindrade som bara behöver visst balanshjälp och stöd.[1]

- Gåstolen (även kallade gåbock eller betastöd) används både av rörelsehindrade och av spädbarn i samband med gåträning.[1]

- Rollatorn är en utveckling av gåstolen, där man monterat hjul på stolsbenen och bromshandtag att hålla i under förflyttningen. Rollatorn är en svensk, tämligen sen uppfinning av Aina Wifalk.

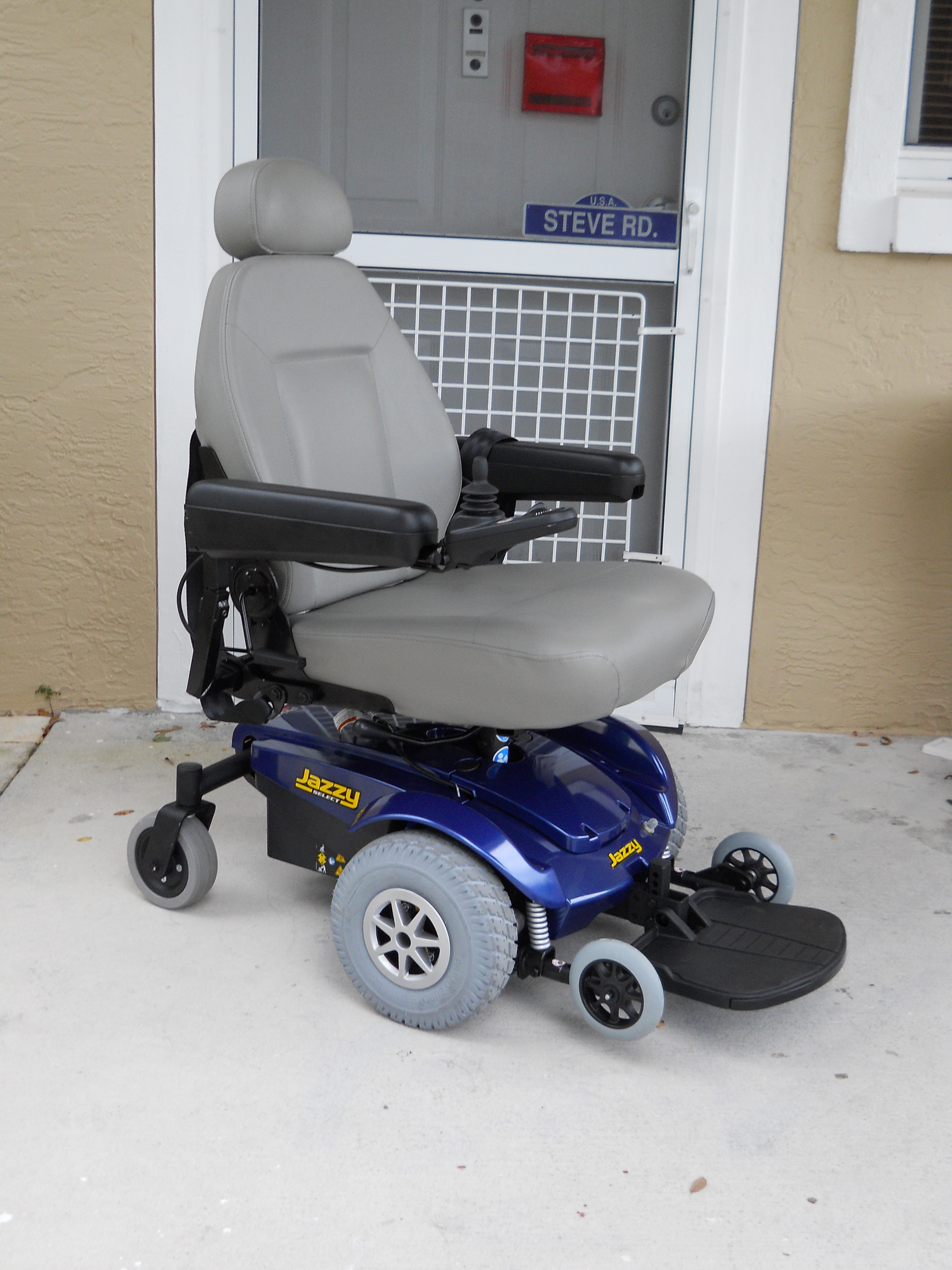
Batteridriven rullstol.

- Rullstolen är en fyrhjulig stol, där oftast ett hjulpar är betydligt större än det andra. Det kan drivas med handkraft eller med batteri. Under senare har år allt lättare rullstolar kommit till användning inom parasporten.[2]

- För personer med skakiga händer (Parkinsons syndrom) kan en sked som kompenserar skakningarna och underlätta när man äter. En sådan, motordriven sked lanserades 2013 i USA.[3]

## Proteser
Inopererade hjälpmedel som ersätter en förlorad kroppsdel eller en funktion hos en kroppsdel kallas proteser. Sådana proteser kan ersätta förlorade ben, ögon, hörselorgan, händer eller armar.

## Användning i Sverige
I Sverige ingår hjälpmedel för personer med funktionsnedsättning i det offentligas ansvar för de hjälpbehövande. Hjälpmedlen kan därför tillhandahållas utan kostnad eller bara mot en låg avgift. 70 procent av användarna av handikapphjälpmedel i Sverige är över 65 år, och inköpskostnaderna för de olika typerna av svenska handikapphjälpmedlen låg 1998 på 3,5–4 miljarder kronor.
Hjälpmedelsinstitutet var fram till 2014 det centrala samhällsorganet för att hantera hjälpmedelsförsörjningen i Sverige. Därefter har delar av dess verksamhet tagits över av Myndigheten för delaktighet. På länsnivår sköter länssjukvårdens hjälpmedelscentraler hanteringen av hjälpmedel för individer med funktionsnedsättning.

### För medicinska funktionsnedsättningar
- Olika sorters teknisk utrustning finns för att underlätta vardagen för de med medicinska funktionsnedsättningar. Dialysapparater är en sorts hjälpmedel av det slaget, likaså dimtält och inhalatorer. Diabetiker använder insulinpumpar och blodsockermätare.[1]

## Källhänvisningar
1. 1 2 3 4 5 6 7 8 9 10 11 12 13 14 15 16  "handikapphjälpmedel". NE.se. Läst 10 september 2014.
2. ↑  "rullstol". NE.se. Läst 10 september 2014.
3. ↑  Melin, Jan (2013-08-28): "TV: Sked för skakiga händer". Arkiverad 11 september 2014 hämtat från the Wayback Machine. Nyteknik.se. Läst 10 september 2014.
4. ↑  "protes". NE.se. Läst 10 september 2014.
5. ↑  "Startsida". HI.se. Läst 10 september 2014.
6. ↑  "Hjälpmedelscentralen". Arkiverad 11 september 2014 hämtat från the Wayback Machine. Ltkronoberg.se. Läst 10 september 2014.